# Hedviga
Hedviga je žensko osebno ime.

## Izvor imena
Ime Hedviga je različica ženskega osebnega imena Hedvika.

## Pogostost imena
Po podatkih Statističnega urada Republike Slovenije je bilo na dan 31. decembra 2007 v Sloveniji število ženskih oseb z imenom Hedviga: 82.

## Osebni praznik
V koledarju je ime Hedviga skupaj z imenom Hedvika; god praznuje 16.oktobra.